# Texasul Mexican

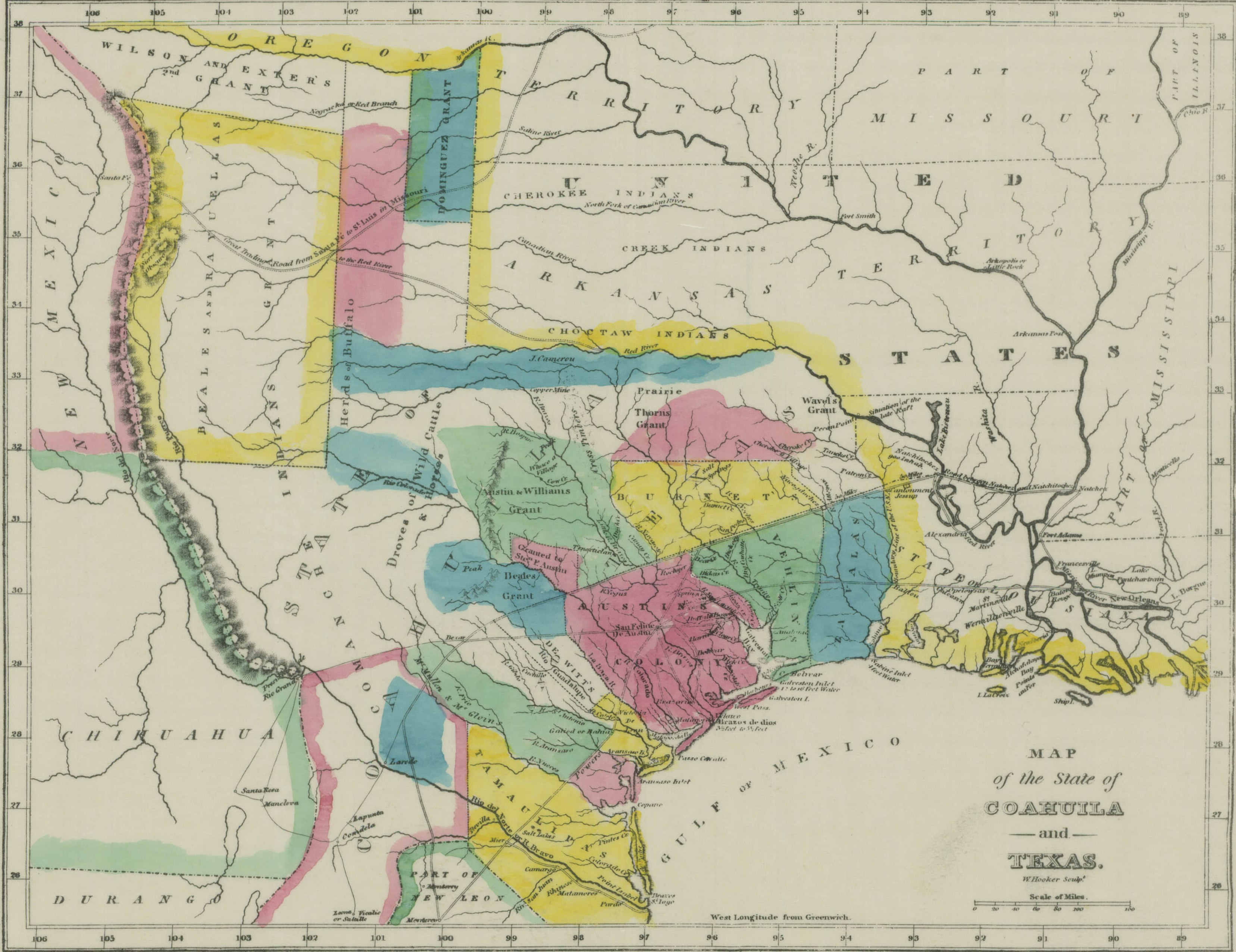
Hartă cu Coahuila y Texas, 1833

Texasul Mexican este numele dat de către istorici Texasului în perioada cuprinsă între 1821 și 1836, atunci când Texasul era guvernat de Mexic. Perioada de stăpânire a început odată cu victoria Mexicului asupra Spaniei în războiul său de independență din 1821. În primii ani de stăpânire, Texasul mexican era administrat aproape la fel ca în perioada spaniolă. Constituția mexicană din 1824 alătura Texasul mexican cu Coahuila, pentru a forma statul Coahuila y Tejas. Douăzeci și trei de empresarios au adus alți coloniști în stat, majoritatea din Statele Unite ale Americii. 
Mulți dintre coloniștii anglo-americani erau sclavi. Texasului i-a fost acordat o derogare de un an din partea Mexicului pentru interzicerea sclaviei. Președintele mexican Anastasio Bustamante cerea ca toți sclavii să fie eliberați în 1830.
De asemenea, în 1830, Bustamante a scos in afara legii dreptul de imigrare a cetățenilor SUA în Texas. Coloniștii supărați au organizat un congres în 1832 pentru a cere dreptul cetățenilor americani să imigreze. O convenție în anul următor propunea ca Texasul să devină un stat separat mexican. Deși Mexicul puse în aplicare mai multe măsuri pentru a potoli pe coloniști, măsurile lui Antonio Lopez de Santa Anna au transformat Mexicul dintr-un stat federalist într-un stat centralist oferind o scuză pentru coloniștii texani să organizeze o revoltă.

## Colonizarea americană

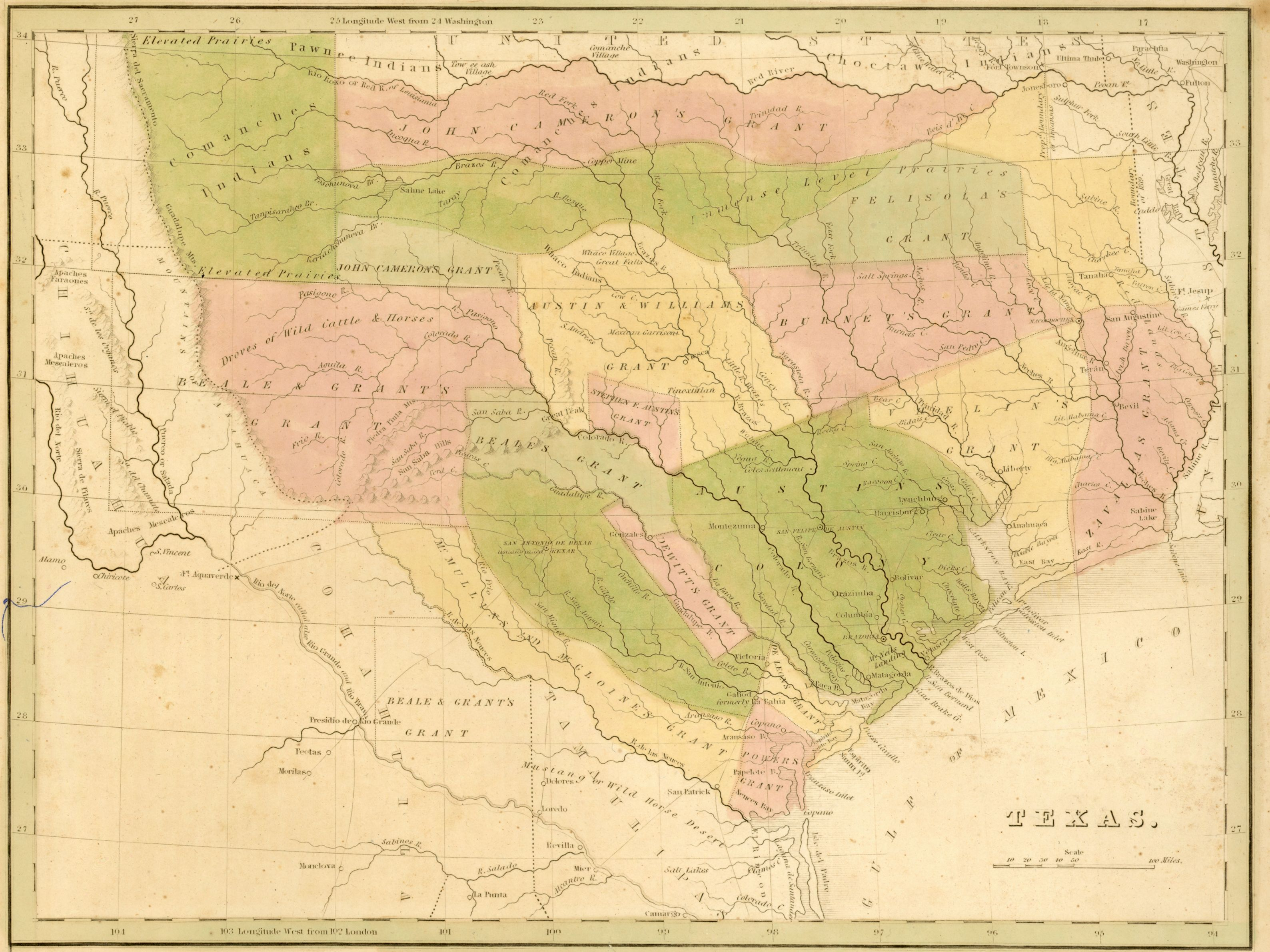
Texas, Thomas Gamaliel Bradford, 1835

În secolul al 18-lea, Spania a încetat cererea de noi parcele de teren în San Antonio și Bahia La, ceea ce face situația dificilă pentru unele familii. Drepturile de ocupare au fost acordate persoanelor din partea de nord-est a Texasului, dar noii rezidenți nu au avut niciun drept de proprietate oficială a terenului pe care au trăit. Chiar înainte de independență Mexicului, Spania a inversat politicile sale și a adoptat o lege de colonizare. Legea a permis coloniștilor de orice religie să se stabilească în Texas, dar a interzis importul de sclavi pe teritoriul spaniol. Toți sclavii care au fost aduși în zona ar fi fost eliberați. Mexic a adoptat o lege similară în 1824. General Colonization Rule, care a permis tuturor șefilor de uz casnic care erau cetățeni sau imigranți în Mexic să fie eligibili de a revendica teren. Spre deosebire de predecesoarea sa, legea mexicană a cerut necesar imigranților să practica catolicismul și a subliniat că străinii trebuie să învețe limba spaniolă. Normele au fost luate în considerare pe scară largă și mulți emigranți au devenit intruși.
Celor care au terenuri sub control spaniol li s-a permis să-și păstreze proprietatea lor, atâta timp cât aceștia nu au luptat de partea Spaniei în timpul Războiului de Independență. Imigranții au fost supuși la aceleași politici ca și cetățenii mexicani, iar nativii americani care au emigrat în Texas după independență Mexicului vor fi tratați ca imigranți. 
Aproximativ 3420 de cereri de subvenții de terenuri au fost depuse de către imigranți și cetățeni naturalizați, mulți dintre ei anglo-americani. Primul grup de coloniști a ajuns în 1822 în Texas. Grupul a stabilit proprietăți de-a lungul râului Brazos, variind de la aproape de azi Houston la Dallas. Austin a fost forțat să se deplaseze la Mexico City, la 1.200 de mile (1,931 km) distanță, pentru a obține permisiune pentru colonia sa. În timpul petrecut în capitală, Austin a impresionat diferite persoane importante din guvern prin care se oferă să deseneze o hartă a Texasului. La întoarcerea sa în Texas, în luna iulie 1823, Austin a stabilit la San Felipe un sediu pentru colonia lui.
În 1827 Austin a primit un grant de secunde care să îi permită să soluționeze 100 de familii de-a lungul Old San Antonio Road la Nacogdoches, aproape de ceea ce este acum Bastrop. Locul de amplasare a fost ales, la porunca lui Tejanos, care spera că coloniști în acest domeniu ar putea ajuta apere împotriva raidurilor comanșilor. Lui Austin i-a fost acordată ulterior permisiunea de a reinstala alte 800 de familii în Texas. Douăzeci și trei de empresarios au adus, de asemenea, imigranții americani la Texas. Dintre acestea, doar unul dintre empresarios, Martin De León a fost cetățean mexican. Alții au venit în principal din SUA. Mulți dintre coloniștii anglo-americani au deținut sclavi. Toți coloniști au așteptat să devină cetățeni naturalizați mexicani
Lui Austin i-a fost acordat gradul de locotenent-colonel de miliție, și i s-a dat autoritate absolută asupra justiției, cu excepția condamnării pentru crime capitale. Pentru a menține ordinea în cadrul coloniei sale, el a emis primul cod de legi anglo-american în Texas. Instrucțiunile lui și regulamentele pentru Alcades au fost eliberate la 22 ianuarie 1824. Acesta a cuprins un cod penal și codurile de procedură penală și civilă. Instrucțiunile au autorizat crearea unui șerif și birouri polițiste au stabilit un sistem de instanțe rudimentar. El s-a bazat pe concepte de drept comun în engleză pentru a defini comportamentul criminal și a stabilit, de asemenea, pedepse pentru vicii pe care Austin le considera perturbatoare, cum ar fi jocurile de noroc, înjurătura, și beția publică.
În conformitate cu termenii contractelor de colonizare, empresarios au fost responsabili de asigurarea securității în cadrul terenurilor lor. În 1823 Austin a creat o societate de oameni care ar patrula colonia lui și pentru a proteja coloniști din atacurile native și să dezamorseze problemele interne. Compania inițială, cunoscut sub numele de Compania Ranger, compusă din 10 voluntari care au slujit termeni de 3-6 luni și au fost plătiți în terenuri. Oameni nu erau în uniformă și nu au fost supuși legislației militare sau de regulament. Ei au fost precursori pentru Rangers Texas. După ce Karankawa a atacat în mod repetat coloniști, Austin a organizat o miliție care a anihilat aproape tot tribul.
Green Dewitt a început colonia sa în vest celei a lui Austin, în decembrie 1825. În iulie 1826 sediul său, Gonzales a fost ars la sol într-un atac al tribului Comanche.